# Jonesboro (Louisiane)
Pour les articles homonymes, voir Jonesboro.
Jonesboro est une ville et le siège de la paroisse de Jackson, dans le nord de la Louisiane, aux États-Unis. La population de la ville était de 4 704 habitants au recensement de 2010, en hausse par rapport au chiffre de 3 914 habitants en 2000.

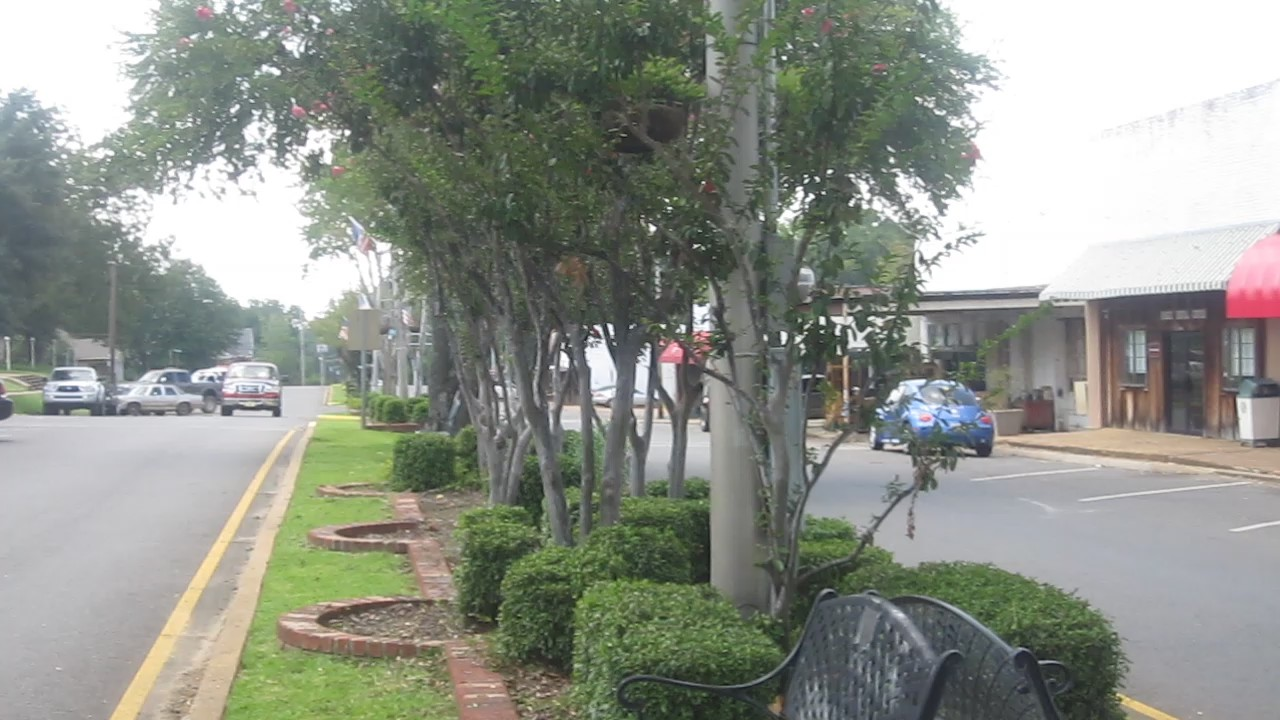
Le boulevard Jimmie Davis traverse le centre-ville.

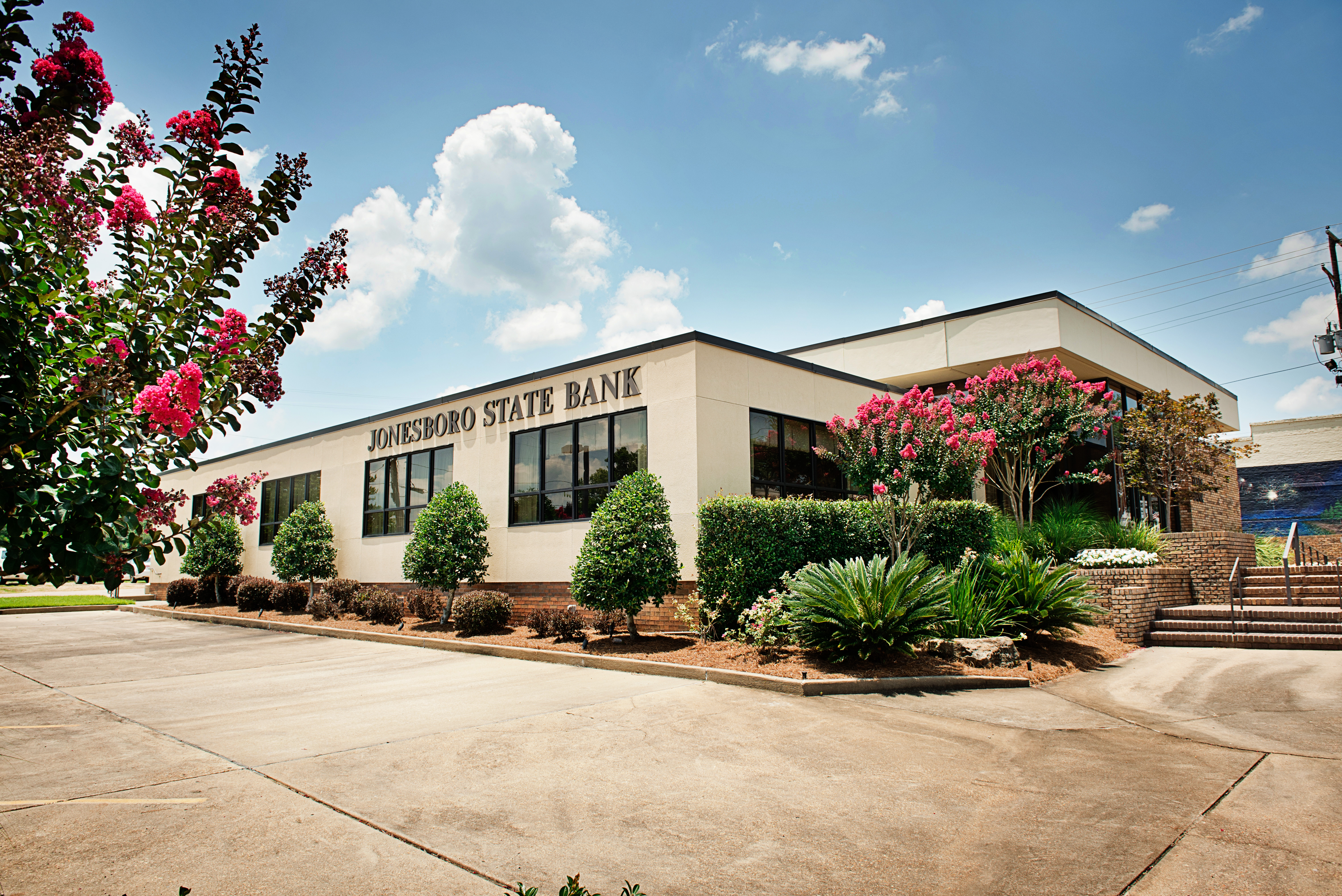
La banque d'État de Jonesboro, au centre-ville.

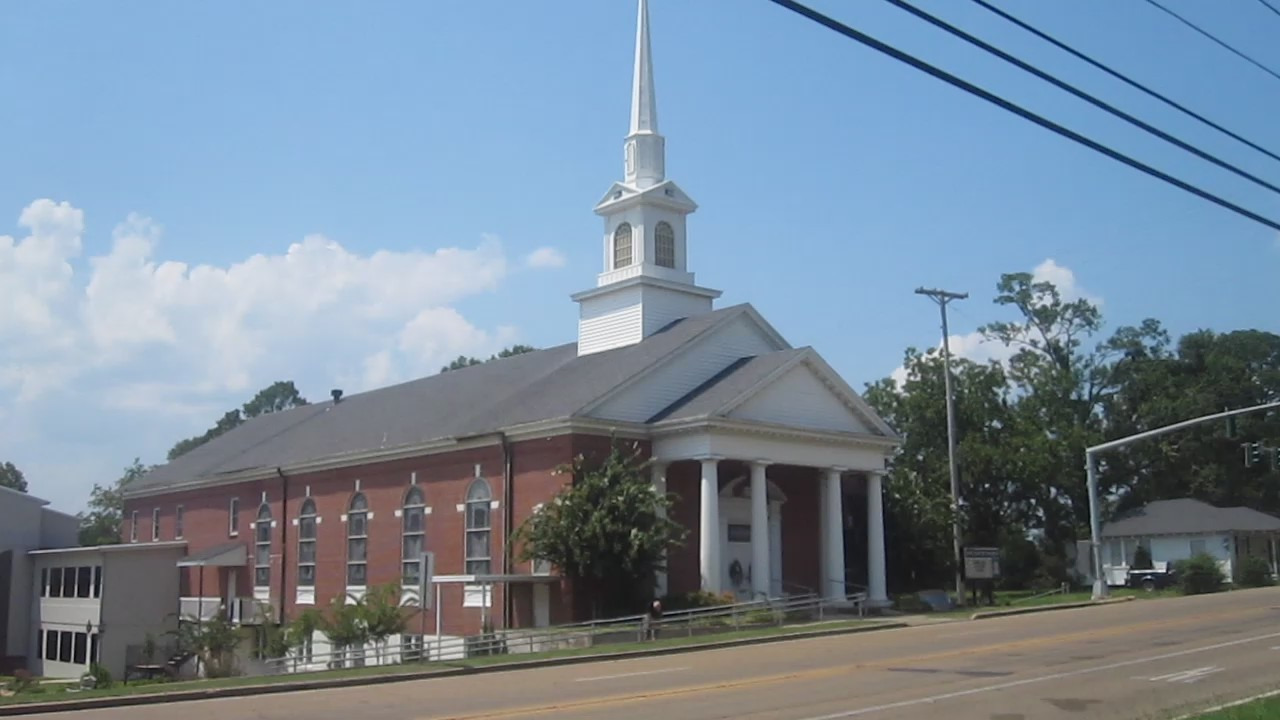
L'église baptiste de Jonesboro est située à l'intersection du boulevard Jimmie Davis et de l'avenue Cooper sud.

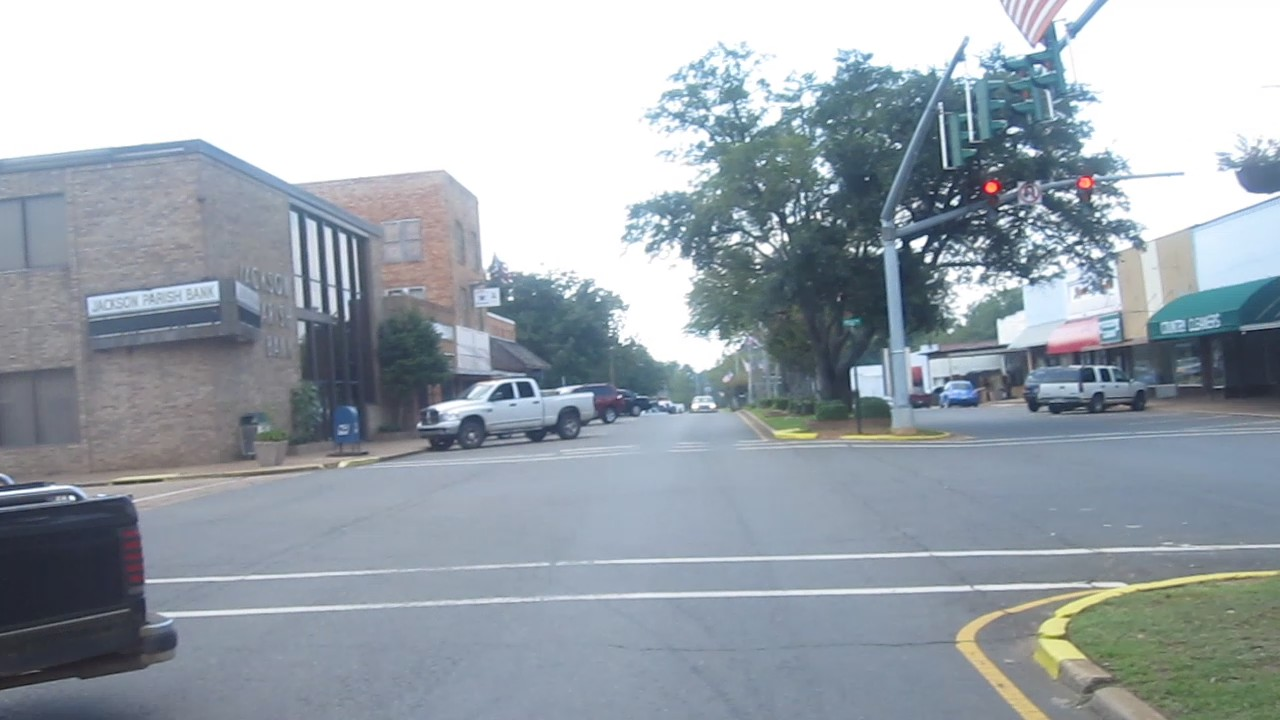
Une autre vue du centre ville de Jonesboro, sur le boulevard Jimmie Davis, face à l'est.

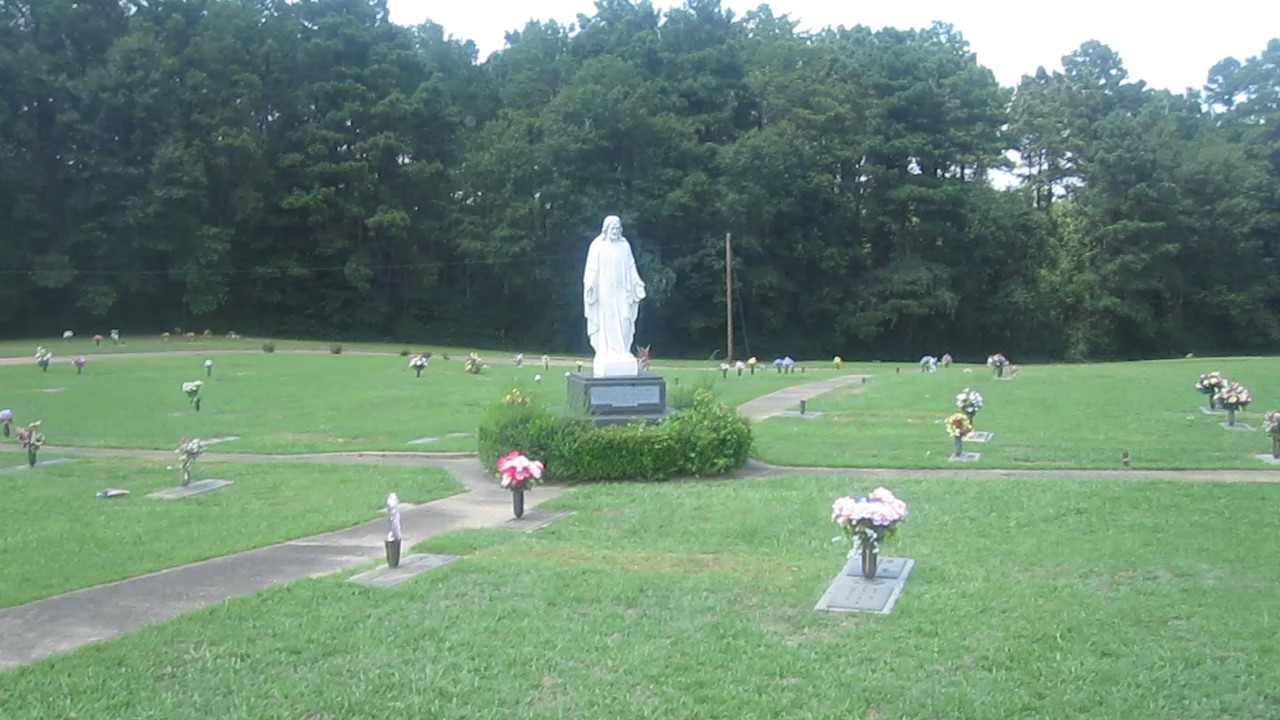
Le Garden of Memories (Jardin du Souvenir) est situé sur l'autoroute Castor, hors de Jonesboro.

## Histoire
Jonesboro a été fondée au début du XXe siècle, et était une ville industrielle. Pendant la période du mouvement afro-américain des droits civiques des années 1960, les Blancs se sont violemment opposés aux efforts des Noirs, et ce, même après le passage du Civil Rights Act de 1964. Le Ku Klux Klan, actif dans la région, a mené ce qui a été appelé un « règne de terreur », en 1964, commettant notamment du harcèlement contre les militants, perpétrant l'incendie de croix sur les pelouses des électeurs noirs, des meurtres et la destruction par le feu de cinq églises noires, du temple maçonnique de la communauté et d'un centre baptiste,.
En novembre 1964, les leaders noirs Earnest « Chilly Willy » Thomas et Frederick Douglass Kirkpatrick (ce dernier un pasteur de l'église Church of God in Christ), ont fondé les Deacons for Defense and Justice (Diacres pour la Défense et la Justice) à Jonesboro. C'était un groupe d'auto-défense armé composé principalement d'hommes mûrs vétérans de la seconde Guerre Mondiale et la guerre de Corée. La nuit, ils menaient des patrouilles dans la communauté noire de la ville, qui occupait une zone appelée « the Quarters ». Ils protégeant les militants des droits civiques et leurs familles, y compris pendant les manifestations. À la demande de militants de Bogalusa, une autre ville industrielle de Louisiane où les Noirs étaient harcelés par les Blancs, Thomas et Kirkpatrick ont participé à la création d'un chapitre du mouvement de protection dans cette dernière ville. En fin de compte, il y a eu 21 chapitres de la milice en Louisiane, au Mississippi et en Alabama, jusqu'en 1968. À Jonesboro, les Diacres ont fait des gains, notamment l'intégration de parcs et d'une piscine. Les militants ont réalisé encore davantage après le passage Voting Rights Act de 1965 et après leur entrée en politique.

## Géographie
Jonesboro est situé dans le sud-ouest de la paroisse de Jackson. La  U.S. Route 167 traverse les parties nord et est de la ville, menant 35 km vers le nord vers Ruston et menant 37 km vers le sud à Winnfield. La  Louisiana Highway 4 passe par le centre de Jonesboro, conduisant vers l'est à Chatham (à 27 km) et vers l'ouest à Lucky (à 31 km).
Selon le Bureau du rencensement des États-Unis, Jonesboro a une superficie totale de 12,7 km2, dont 12,5 km2 sont une étendue terrestre et le reste, de l'eau. Les cours d'eau à Jonesboro s'écoulent vers le nord pour se jeter dans la rivière Little Dugdemona, qui s'écoule dans la rivière Dugdemona.

## Climat
Le climat dans cette région est caractérisé par des étés chauds et humides et des hivers doux à frais. Selon la classification de Köppen, Jonesboro a un climat subtropical humide, en abrégé « Cfa » sur les cartes de climat.

## Démographie
Selon le recensement de l'an 2000, il y avait 3 914 habitants, soit 1 602 ménages ou 1 012 familles résidant dans la ville. La population est blanche à 54 %, noire à 45 % et amérindienne à 0,15 %.

## Gouvernement
En 2017, le maire de la ville est James Bradford.
Le maire précédent, Leslie Cornell Thompson, a été suspendu de ses fonctions en septembre 2013 après avoir été reconnu coupable de fraude dans le cadre de son travail, et condamné notamment à 6 ans de travaux forcés et à de lourdes amendes. En 2013, Jonesboro ne disposait pas d'un budget, et ce, depuis 2008. Sa femme, Yoshi Chambers Thompson, a été initialement nommée par le conseil municipal pour lui succéder en tant que maire intérimaire, mais sa légitimité a été ensuite contestée. Le procureur général de l'État de Louisiane étudie la question.

## Arts et culture
Jonesboro accueille chaque année le festival « Christmas Wonderland in the Pines » (Le pays des merveilles dans la pinède). Il commence le samedi après l'action de Grâces et se poursuit jusqu'en décembre[réf. nécessaire].Jonesboro a aussi un « Sunshine Festival » l'été, où il y a des voitures anciennes, des tracteurs, de la nourriture, et des jeux.

## Instruction publique
Le conseil scolaire de la paroisse de Jackson dessert la ville. La ville a trois écoles, une école primaire, une middle school (collège) et un high school (lycée).

## Personnalités liées à la ville
- Marty Booker, receveur de la NFL.
- James Houston Davis, enterré à Jonesboro, a été un gouverneur de la Louisine. Il a été acteur dans les années 1940 et 1950, et il est l'auteur de la populaire chanson You Are My Sunshine.
- Lil Snupe (né le 13 juin 1995 et mort le 20 juin 2013), est un rappeur affilié à Meek Mill.